# Sombras de magia
Sombras de magia (Ombres de màgia) és una trilogía de llibres escrita por l'autora de bestsellers estatunidenca Victoria Schwab, del gènere de la fantasia urbana. La saga està composta per A darker shade of magic (traduït com Una magia más oscura en castellà), A Gathering of Shadows (en espanyol, Concilio de Sombras) i A Conjuring of Light (traduït a Conjuro de Luz). Tor Books va ser la primera editorial encarregada de publicar el primer llibre, l'any 2015.
Encara no s'ha realitzat cap traducció de la trilogia al català, i es desconeix si se'n realitzarà cap.
A l'any 2017 va ser anunciada una adaptació cinematogràfica de la trilogia, que actualment es troba encara en procés de desenvolupament.

## Sinopsi
Victoria Schwab ens introdueix quatre Londres, cadascun dels quals forma part d'un món diferent. Trobem el Londres Gris, on no existeix la màgia, sota el govern d'un rei embogit. També existeix el Londres Vermell, ple de màgia i harmonia, on ha crescut el nostre protagonista Kell. En tercer lloc coneixem el Londres Blanc, on l'escassetat de màgia ha dut a conflictes que han culminat en la destrucció pràcticament total de la civilització. Finalment, el Londres negre. D'aquell, però, ja no se'n parla.
En Kell té la capacitat de viatjar entre mons. Això es deu a la seva condició d'antari: posseeix un tipus particular de màgia, la de la sang. Gràcies a la seva condició, treballa per a la família reial transportant correspondència entre aquesta i els líders dels altres Londres. Extraoficialment, però, es dedica al contraban, venent objectes del Londres Vermell a habitants del Londres Gris.
Un dia, però, es posa en perill enmig d'un intercanvi. La lladre Delilah Bard, després de robar-li un objecte de valor, el salva del seu rival letal i li estableix la condició de viatjar amb ell a través dels mons.
A partir d'aquí, els protagonistes presenciaran el despertar d'una màgia obscura i incontrolable, i hauran d'aturar-la pel bé del món i de les seves pròpies vides.

## Autora
V.E. Schwab (Victoria E. Schwab) és una escriptora estatunidenca nascuda l'any 1987 que compta amb múltiples bestsellers. Ha assolit diverses vegades el número 1 al New York Times, i l'any 2018 va rebre el premi Goodreads Choice Award (Best Science Fiction). És a dir, el premi per la millor ciència-ficció. Les seves obres més destacades fins al moment són Una obsesión perversa, La vida invisible de Addie Larue o Sombras de magia.
L'autora ha publicat algun dels llibres sota la firma inicial de Victoria Schwab, com alguns autoconclusius, Monsters of Verity, The Archive i Everyday Angel. Més endavant, però, va canviar el pseudònim a V.E. Schwab, sota el qual va llançar Vicious, Shades of magic i més autoconlusius.
Les seves obres han arribat a traduir-se a més de 15 idiomes, i posseeix més d'un projecte iniciat a l'àmbit audiovisual, ja siguin adaptacions o nous treballs. Per exemple, l'univers de The Archive està en mans de CW, i el de Shades of Magic, de Sony Pictures.
Actualment és considerada una de les autores més destacades pel que fa a Ciència-Ficció i Fantasia.

## Publicació
Tor Books és l'editorial que s'ha encarregat de la publicació original de la saga. Així doncs, el primer llibre, A darker shade of magic, va sortir el 24 de febrer de 2015; Gathering of shadows, el 23 de febrer de 2016; y A Conjuring of Light, el 21 de febrero de 2017. Per tant, tres anys consecutius en dates molt properes.

## Adaptació cinematogràfica
A l'any 2016, el 3 de febrer, va anunciar-se que la productora G-BASE havia comprat els drets de Shades of magic amb la intenció de dur a terme una sèrie televisiva. Just un any després, però, el 4 de febrer de 2017, va fer-se públic que els plans havien canviat, i enlloc d'una sèrie realitzarien una pel·lícula.
Schwab s'encarregava, en un primer moment, del guió, però més endavant va confirmar a Twitter que, tot i ser membre actiu de l'equip productiu, no participaria en la redacció. Membres coneguts de l'equip són Allan Siegel, Danielle Robinson i Nielle Moritz.

## Preqüel·la
Schwab va publicar el 10 d'octubre de 2018 el primer llibre d'una trilogia de novel·les gràfiques situades al món de Shades of magic, The Steel Prince. La sèrie està conformada per aquest últim i dos llibres més, Night of Knives y Rebel Army.
No és necessari haver llegit la saga principal per gaudir de les novel·les il·lustrades, tot i que es publiquessin posteriorment a la trilogia de Shades of magic.

## Seqüela
Ja és oficial que després de Shades of magic hi haurà una nova trilogia, anomenada Threads of power. Els protagonistes d'aquesta seran els personatges de Shades of magic Alucard i Rhy. V.E. Schwab porta temps treballant en el projecte, i tot i que encara no tenim una data confirmada, sí se sap que l'estrena està planificada per l'octubre de 2023.
La nova trilogia també es coneix amb el nom de Red Magic's Arc, i es desenvoluparà set anys després del final de l'útim llibre de Shades of magic, A Conjuring of Light.
Fins on se sap, tots els personatges que van sobreviure a Shades of magic apareixeran a Threads of power ocupant rols de pes. A més, l'autora introduirà nova representació LGBTQIA+ a la trilogia.

## Controvèrsia
L'edició russa dels llibres de Shades of magic van patir greus retalls de la trama queer del llibre, suprimint-la per complet de la història. L'autora se'n va adonar gràcies a un lector que havia llegit les dues versions, com va publicar a Twitter. De seguida es van prendre mesures amb l'editor en qüestió.
Els editors russos es veuen a seguir aquest tipus de mesures obligat per la Llei de "propaganda gay" promulgada a Rússia el 2013.